# Wenshengquan
Il wenshengquan (文圣拳, il pugno delle scritture sacre/ del saggio/ di Confucio) è uno stile di arti marziali cinesi che viene classificato come Changquan e come Neijia.
Questo è uno stile poco praticato dello Shandong che trarrebbe origine dal vecchio Hongquan (Laohongquan老红拳), di cui Liu Fengtian (刘奉天), durante l'epoca alla fine della dinastia Ming, avrebbe ricavato la quintessenza, unendovi anche un lavoro culturale (Wengong), che è anche una caratteristica tipica del Meihuaquan.
Lo stile è stato chiamato in svariati modi: Wubujia (五步架, struttura dei 5 passi); Dujiaquan (杜家拳, pugilato della famiglia Du); Shenquan (神拳, pugilato spirituale); Changshouquan (长寿拳, Pugilato della lunga vita).

## La Storia
L'organico degli allenamenti militari che hanno generato la versione moderna (fine Ming) del Wenshengquan sono fra i più antichi e tradizionali cinesi. Lo stile dei Cinque-Passi è comparso nella dinastia Jin poi durante la dinastia Song è stato conosciuto anche con il nome di stile della Tigre-Nera e con questo nome è stato molto popolare sia al nord che al sud della Cina.

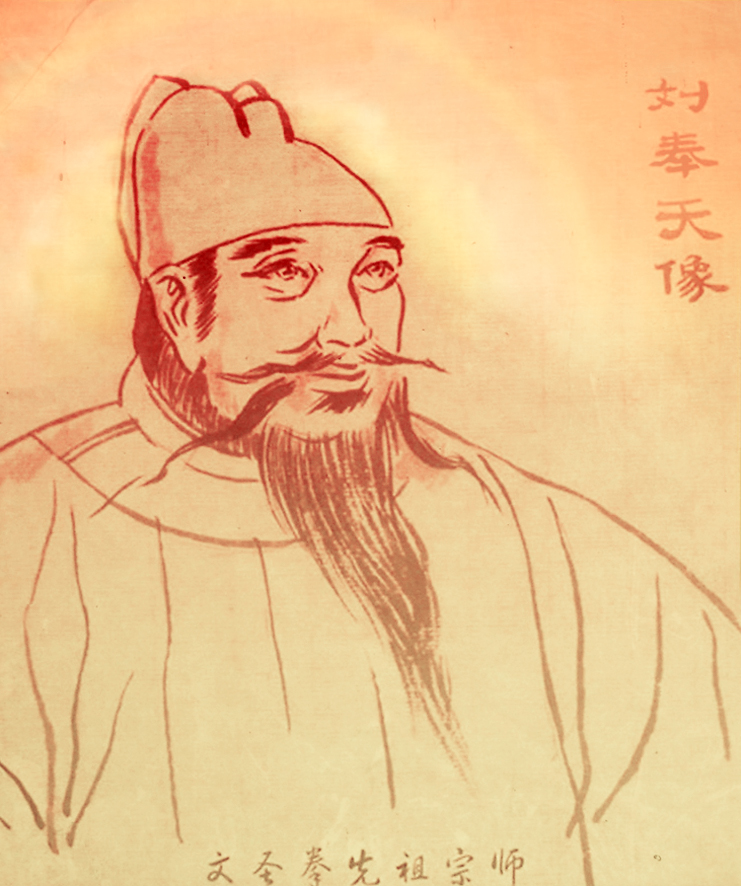
Ritratto di Liu Fentian (奉天)

Durante la metà della dinastia Ming, Liu Fentian (奉天), anche detto Liu Zuochen (刘佐臣), alchimista e erudito discepolo dell'eunuco Wei Ziyi (魏子) capo della setta Hongyang, diventò il Capo Supremo della setta Bagua (八卦教) che aveva come caratteristica il rapportare tutti gli aspetti religiosi e sociali alla teoria dello Yi jing (Libro dei Mutamenti). Liu Fentian creò in seguito la Wuhundaoshouyuan (五荤道收元教) una setta devota allo studio dei classici taoisti, confuciani e delle sacre scritture buddiste. Con lo scoppiare delle rivolte contro l'impero Qing, Liu Fentian e i suoi discepoli vennero a far parte della setta del Loto Bianco. Il suo leader Wang Lun (王伦) aveva una grandissima ammirazione per le doti straordinarie di Liu Fentian dovute alla sua pratica alchemica e ne rispettava anche le capacità organizzative. In questo 

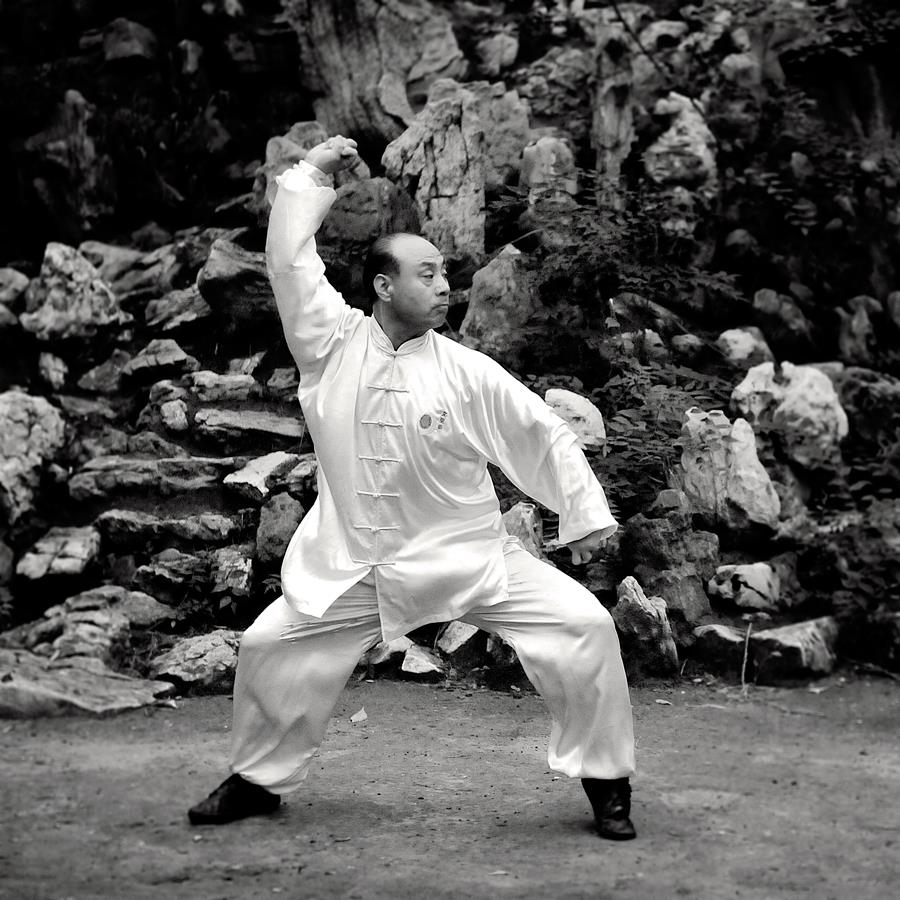
Master Wang Anlin Wenshengquan KungFu

momento storico molte scuole si unirono, provenendo sia dalla tradizione buddista che da quella taoista, per l'esigenza di contrastare e preservare culturalmente i Qing. Così si formarono numerosi metodi tendenti all'accorpare pratiche provenienti dal sapere tradizionale folcloristico e i dai testi classici cinesi. L'intento delle Sette Segrete quindi in quel periodo non era solo quello di rovesciare il governo Qing mancese e ripristinare l'originaria monarchia cinese ma anche salvagiardare il corpus delle sapienze propriamente cinesi. Alcuni membri delle Sette erano esperte guardie del corpo, soldati scelti con un addestramento professionale, come ad esempio Gao Yunlong (郜云龙) che era discepolo della setta di Liu Fentian ma anche istruttore al combattimento e a sua volta capo della setta Ligua. Gao Yunlong era esperto di Taizuchang quan e Laohong quan (discendente di Zhao Kuangyin). Insieme al suo maestro Liu Fentian combinarono le tecniche di respirazione taoista con la pratica marziale creando un sistema chiamato Wenshenggong.
Il termine ‘'Gong'’ (功), che da solo significa ‘'merito'’ o ''abilità'', è associato alle qualità acquisite dopo uno sforzo/lavoro, qualcosa che con un dato ''lavoro'' ha dato un risultato finale. Quindi Wensheng-gong significherebbe: il lavoro sul Wensheng: Wen文 significa letteratura o cultura e Sheng圣 sacro o santo, quindi il nome può essere tradotto sinteticamente come il Metodo della Saggezza. 
Confucio e Mencio, i due grandi filosofi cinesi, sono entrambi originari dello Shandong per cui il nome Wensheng potrebbe anche essere stato dato in loro onore. Il nome dello stile fu cambiato molte volte da Du jiaquan (il pugilato della famiglia Du) o Wubujia (pugilato dei cinque passi), ma anche Changshou Quan (pugilato della lunga vita). Lo stile fu praticato nelle province dello Hebei, Henan, Zhili, Shanxi e Shandong. Ci sono anche documenti che riportano durante la dinastia Qing un candidato agli esami imperiali sia militari che civili, Yang Shihai (杨士海) di Guanxian (冠县), che praticava Wenshengquan (in alcuni testi si trova Yang Sihai, 杨四海, ma sotto questo nome e della stessa contea, c'è anche un maestro di Meihuaquan del lignaggio di Yang Bing).  In quest'epoca c'erano molti praticanti istruiti da Du Hongxin (杜洪信 o杜宏信), nelle zone di Jiaxiangxian (嘉祥县), Wenshangxian (汶上县), Yunchengxian (郓城县), Guanxian (冠县), ecc.
Un allievo di Du Hongxin, tale Hou Xianzhang (侯宪章), portò dei significativi cambiamenti ai Taolu, aggiungendo movimenti diversi; la forma Toutangjia (头趟架), prende anche il nome di Wubujia (五步架).
Altri importanti praticanti durante la dinastia Qing furono: Gao Huang (高皇), Gao Jianbang (高建邦) e Song Chuangpin (宋传平).

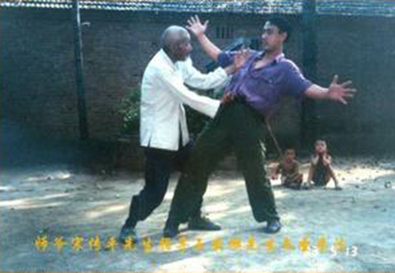
Master Wang Anlin nel 1993 in allenamento con il GM Song Chuangping.

Song Chuangpin ereditò lo stile marziale dal nonno Song Longkang, che era allievo di Du Wangxin a sua volta allievo di Yang Shihai, figlio di una discendente diretta di Gao Yunlong. Song Chuangpin insegnò lo stile al figlio Song Ruyi e insieme mantennero intatta la tradizione chiamandola col nome di Wenshengquan. Song Chuangpin fece una vita umile lavorando i campi e allenandosi tutti i giorni lontano dalle tentazioni della vita moderna. Fu un assiduo promotore della pratica marziale come metodo per la salute del corpo e della mente e disprezzava le inutili superstizioni prive di fondamento. Visse una vita pacifica e serena fino a 104 anni. A 98 venne onorato con il Leone D'Oro e sempre quell'anno partecipò in piena salute al Campionato Nazionale di Wushu del 1986. Il Maestro Song Chuangpin, esempio della longevità a cui porta la pratica del Wenshengquan, lo rese famoso anche con il nome di ''stile della lunga vita''.

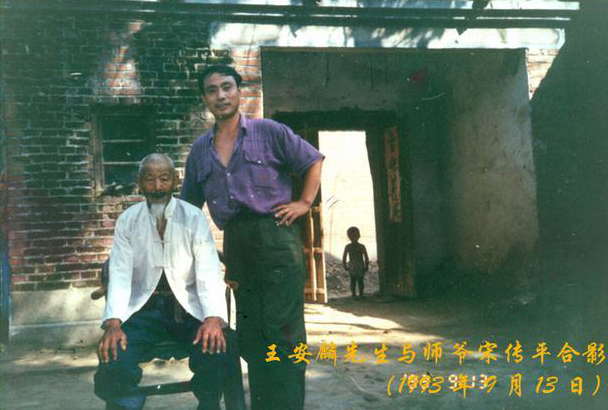
Master Wang Anlin nel 1993 con il GM Song Chuangping

Song Quanping 宋传平 (1892-1996) nell'area di Jining (Shandong) chiamava lo stile con il nome Wenshengquan. Insieme a suo figlio Song Ruyi (1916-1991) lo stile venne trasmesso a Wang Anlin. Il maestro Wang Anlin (terza generazione) ha vinto innumerevoli premi, gare e riconoscimenti nazionali e internazionali. Da sempre promotore del Wenshengquan nel mondo è Standing Director of The Chinese Wushu Association, Counselor of the Column of Chinese Wushu of Shandong TV Station, e Secretary General of Jining Wushu Association in Shandong. Ha vinto 5 volte "International Wushu Championship" ed è stato riconosciuto dal Governo cinese in quella sede con il titolo di Maestro tradizionale internazionale. Ora vive e insegna a Boston (USA) e tiene seminari e workshop in tutto il mondo. Il contributo del maestro Wanganlin al Wenshengquan è immenso. 

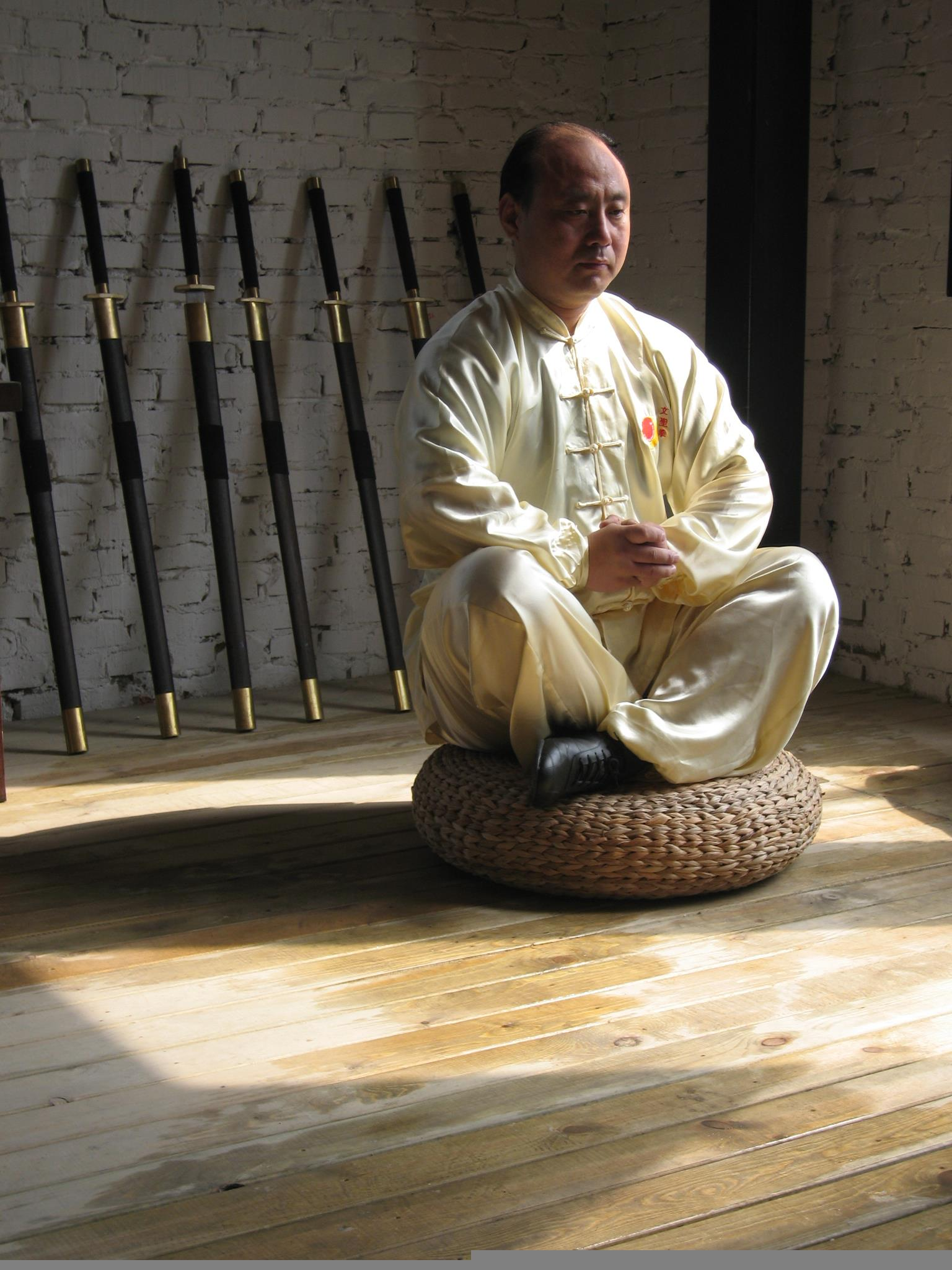
Master Wang Anlin doing Neigong practice

Il maestro Wang Anlin è da sempre il maggiore promotore del Wenshengquan nel mondo in Italia la scuola del M.Wang è rappresentata dal maestro Mattia Baldi allievo diretto del M.Zhaobaozhu suo discepolo.

## Tushou Taolu, forme a mano nuda
- Cinque posture statiche chiamate Tou Shang Jia (Zhuangbu 桩步).
- Jibengong (lavoro delle basi): Lavoro su postura e forza. Set per le camminate, spostamenti e coordinazione. Lavoro Waigong e Neigong.
- La prima forma (lenta) chiamata Toutang Mujia (头趟架) ha due sequenze da 32 posizioni quindi un totale di 64.

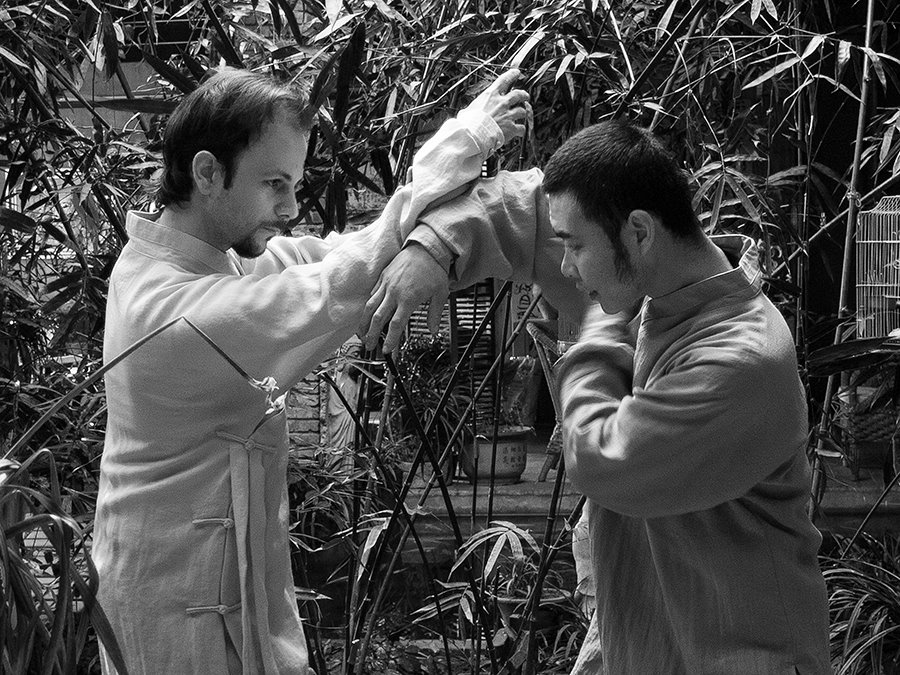
Mattia Baldi and master Zhaobaozhu in allenamento Wenshengquan (Kamo Shou).

- Una serie di esercizi che vede l'approfondimento della prima forma Toutang Mujia, spostamenti e dinamiche specifiche.Posizione delle mani in un tipico Neigong Wenshengquan

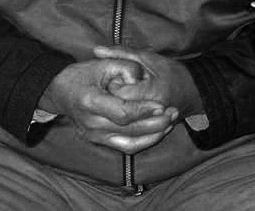
Posizione delle mani in un tipico Neigong Wenshengquan

- Una serie di esercizi (8 posizioni) Neigong di livello avanzato Wubu Yangsheng Neigong Xin Fa.
- Seconda forma (veloce) chiamata Ertangjia (二趟架) che comprende: 3 routine per il pugno, 3 routine per i palmi, 3 routine per i gomiti e 3 routine per le gambe.Mattia Baldi and master Zhaobaozhu in allenamento Wenshengquan (Kamo Shou).
- Una serie di esercizi che vede parti della forma Ertangjia connessi fra loro a comporre una forma da 42 posizioni.
- Metodi di ‘'spingere le mani'’ chiamati Kamo Shou (pulire/lisciare le mani) dove è presente anche il lavoro sul Qinna (leve articolari).
- Combattimento di 200 movimenti Sanshou (combattimento a sequenze prestabilite) a due Ertang tuo da (二趟脱打); Liuhe daqiang dui zha (六合大枪对扎).
- Forme con armi: Lancia Wensheng liuhe daqiang, Sciabola Jiulu meihua dadao, Spada dritta Wensheng jian. Wensheng liuhe daqiang (文圣六合大枪); Jiulu meihua dadao (九路梅花大刀); Wensheng jian (文圣剑);

## Tecnica del Wenshengquan
Lo stile Wenshengquan ha mantenuto intatto il suo curriculum (dalla fine dell'Ottocento) essendo pervenuto al maestro Wang Anlin direttamente dalla fonte (prima generazione) GM Song Quanping. Le caratteristiche peculiari dello stile sono molteplici, ha nei suoi fondamentali (Jibengong) una forte base di Neigong (lavoro interno sul respiro) e sulle posizioni statiche Zhuangbu. Il lavoro esterno viene insegnato quasi in parallelo a quello interno (Waigong, lavoro esterno) e comprende sequenze di ginnastica articolare e muscolare.
La prima forma Toutang Mujia è una serie di movimenti di ginnastica preparatoria al movimento marziale, sono eseguiti lentamente con una forte concentrazione nel movimento del Qi (respiro). La seconda forma Ertangjia introduce il vero movimento marziale dello stile Wenshengquan: ha 6 sequenze veloci caratterizzate da balzi continui e pone l'enfasi nel movimento aerobico. Dopo lo studio della prima e seconda forma, si introducono i 4 esercizi di ''spingere le mani'' chiamati Kamo-shou, in coppia a due. Contemporaneamente si insegna il combattimento a due prestabilito Ertang Tuoda. Le forme con le armi chiudono il programma dello stile, Wensheng liuhe daqiang (文圣六合大枪); Jiulu meihua dadao (九路梅花大刀); Wensheng jian (文圣剑);. Durante tutto lo studio si implementano le qualità corporee del praticante con esercizi di Neigong e Waigong di vario genere provenienti da più tradizioni diverse durante la dinastia Ming e integrati nell'organico del Wenshengquan.
La scuola del maestro Wang Anlin insegna anche una forma di combattimento/auto-difesa a mano nuda (Quanfa) basato sulle meccaniche e le qualità del Wenshengquan. Questo allenamento moderno tende a rendere efficaci le tecniche apprese precedentemente in un panorama di difesa stradale contemporanea.

### Video
- youtube.com,  https://www.youtube.com/watch?v=mTyQ_-y2ij4.
- youtube.com,  https://www.youtube.com/watch?v=SXHEk1P8gQk.